# Moussa Mahmoud el-Maqrif
Moussa Mahmoud el-Maqrif (en arabe : موسى المقريف), né le 28 mars 1972 à Bishr en Libye, est un ingénieur, universitaire et homme politique libyen. Il est ministre de l'Éducation,, et depuis 2023 il est aussi ministre de la Culture, au sein du Gouvernement Dbeibah.

## Biographie

### Formation
Moussa Mahmoud el-Maqrif est diplômé de l'université de technologie Bright Star University en 1995. Il obtient ensuite un master en génie mécanique, un master en gestion de projets, puis un doctorat en génie mécanique à l'université de Bourgogne en 2007. En 2009, il mène des recherches en science politique à l'université Jean-Moulin-Lyon-III.

### Carrière universitaire
Il commence sa carrière à l’université de Benghazi en tant que responsable qualité, puis devient doyen de la faculté d’ingénierie. Il est ensuite doyen de l’Académie libyenne des études postuniversitaires de 2016 à 2021 et président de l'université d’Ajdabiya entre 2018 et 2020.

### Parcours politique et institutionnel
Le 15 mars 2021, Moussa Mahmoud el-Maqrif est nommé ministre de l'Éducation au sein du gouvernement d’unité nationale dirigé par le Premier ministre Abdel Hamid Dbeibah.
En février 2023, il est également nommé ministre de la Culture. Il est ensuite désigné vice-président du Conseil exécutif de l’UNESCO et chef de la délégation libyenne auprès de l’Organisation du monde islamique pour l'éducation, les sciences et la culture,.
Dans le cadre de ses fonctions, il a signé plusieurs accords internationaux en matière d’éducation, de culture et de coopération multilatérale,.

### Décision judiciaire
En mars 2025, Moussa Mahmoud el-Maqrif est condamné à trois ans et demi de prison et à une privation de ses droits civiques dans le cadre d'une affaire concernant l'impression des manuels scolaires.

## Publications

### Principales publications scientifiques
- Mahmud M., Fontaine J.-F., Joannic D., Gonnet J., « Analyse de processus de numérisation de pièces tridimensionnelles complexes », 4e Conférence internationale sur la conception intégrée et la production, Casablanca, Maroc, 2005[14].
- M. Mahmud « Path Planning in Inspection Process of 3-D Parts Using the Visibility Technique » (2006) —3rd International Conference on Advances in Mechanical Engineering and Mechanics[15].
- M. Mahmud « 3-D Digitizing Path Planning for Part Inspection with Laser Scanning » (2007) —8th International Conference on Quality Control by Artificial Vision[16].
- Joannic D., Fontaine J.-F., Isheil A., Mahmud M., « Specification Analysis and 3D Inspection Without Contact », 9th International Conference LAMDAMAP, 2009[17].
- M. Mahmud, « 3D Parts Inspection Path Planning of a Scanner Laser with Uncertainties Control », International Journal of Computer Aided Design, 2011[18].
- Mahmud M.« Mesure de déplacement tridimensionnels par couplage caméra CCD et capteur laser » (2011) —Conférence internationale sur la conception intégrée et la production[19].
- M. Mahmud « 3D Surface Automated Acquisition Using Non-Contact Sensor with Respect to Metrology Conditions » (2013) —7th International Conference on Total Quality Management[20].
- Rahel R., Mahmud M., Roy M., Fontaine J.-F., « Measurement of 3D Displacement Fields Using 3D Laser Scanner and CCD Camera », 7th International Conference on Total Quality Management, Belgrade, Serbie, 2013[21].
- Bettamer A., Imjabber A., Mahmud M., Jennane R., « The Use of Dual-Energy X-ray Absorptiometry Images to Evaluate the Risk of Bone Fracture », 5th IPTA, Orléans, France, 2015[22].
- Rahel R., Ali M., Mahmud M., AbuFares A., « Heat Exchanger Design by Using Software Program », Journal of Science and Humanities, Université de Benghazi, 2018[23].
- Elmasri M.A., Mahmoud M.A., Mahmud M., Issa N.E., « Investigation of New Bricks (Sand Lime Bricks with Polystyrene and Gypsum Addition) », Journal of Alasmarya Islamic University, 2018[24].
- Mahmud M., Elmasri M.A., Bettamer A., Rahel R., « Experimental Determination of Mechanical Properties of Bone », Journal of Science and Humanities, Université de Benghazi, 2019[25].